# Томас Жагуарібе
Томас Жагуарібе Бедінеллі (порт. Thomás Jaguaribe Bedinelli, нар. 24 лютого 1993, Жуїз-ді-Фора) — бразильський футболіст, півзахисник клубу «Шапекоенсе»..

## Клубна кар'єра
Народився 24 лютого 1993 року в місті Жуїз-ді-Фора. Розпочав займатись футболом на батьківщині, а 2006 року, завдяки тому, що він мав подвійне громадянство та італійський паспорт, відправився до римської «Рома», втім у Італії не затримався і повернувся на батьківщину, де навчався у академіях «Ботафогу» та «Фламенго». У 2010 році з останніми він став чемпіоном молодіжної Ліги Каріока і найкращим бомбардиром команди в змаганні.
У дорослому футболі дебютував 2011 року виступами за команду «Фламенго», в якій провів три сезони, взявши участь у 28 матчах, у тому числі в 19 матчах чемпіонату Бразилії та ще в дев'яти іграх Ліги Каріока.
8 серпня 2013 року він перейшов до італійської команди «Сієна» на правах безкоштовної оренди з правом викупу за 4 мільйони євро. Він зіграв лише 12 ігор чемпіонату за тосканську команду у Серії В, і викуп не був здійснений наприкінці сезону. Натомість 19 серпня 2014 року футболіста було віддано в оренду до клубу другого бразильського дивізіону «Понте-Прета», де Томас провів загалом 21 матч, у тому числі 13 матчів чемпіонаті, у яких він забив свій єдиний гол проти «Атлетіку Гоянієнсі», і 8 матчів у Лізі Пауліста. 12 травня 2015 року він завершив оренду і знову повернувся до «Фламенго», однак вже 1 червня Томас знову був відправлений в оренду, на цей раз у американський «Сіетл Саундерз». Томас дебютував за новий клуб 7 червня, замінивши Марко Паппу на 80-й хвилині під час виїзного матчу проти «Спортінга Канзас-Сіті» (0:1). 15 серпня 2015 року Томас забив свій єдиний гол за «Саундерс» у матчі проти «Орландо Сіті» (4:0). Загалом він провів за клуб 14 ігор і по завершенні сезону покинув команду, після чого протягом 2026 року грав у оренді за «Жоїнвіль» у бразильській Серії Б.
У січні 2017 року у статусі вільного агента Томас підписав контракт з іншою командою другого дивізіону «Санта-Круз» (Ресіфі), але вже у червні перейшов у вищоліговий «Спорт Ресіфі».
Влітку 2018 року Томас провів декілька матчів за «Лондрину», після чого відправився у Грецію, де грав за клуби «Аполлон Смірніс» та «Атромітос».
У 2022 році півзахисник став гравцем «Шапекоенсе» після 4 сезонів у грецькому футболі, підписавши контракт до листопада 2022 року, а по його завершенні на сезон 2023 року Томас приєднався до південнокорейського клубу «Кванджу» з К-Ліги. Після одного сезону в Азії Томас повернувся у «Шапекоенсе». Станом на 5 квітня 2025 року відіграв за команду з Шапеко 27 матчів в національному чемпіонаті.

## Виступи за збірну
2012 року залучався до складу молодіжної збірної Бразилії, з якою став переможцем Міжнародного турніру восьми націй, обігравши у фіналі збірну Аргентини U-20. На молодіжному рівні зіграв у 5 офіційних матчах, забив 2 голи.

## Статистика виступів

### Статистика клубних виступів
Станом на 30 січня 2016
| Сезон                   | Команда                 | Чемпіонат               | Чемпіонат | Чемпіонат | Національний кубок | Національний кубок | Національний кубок | Континентальні кубки | Континентальні кубки | Континентальні кубки | Інші змагання | Інші змагання | Інші змагання | Усього | Усього |
| Сезон                   | Команда                 | Ліга                    | Ігор      | Голів     | Ліга               | Ігор               | Голів              | Ліга                 | Ігор                 | Голів                | Ліга          | Ігор          | Голів         | Ігор   | Голів  |
| ----------------------- | ----------------------- | ----------------------- | --------- | --------- | ------------------ | ------------------ | ------------------ | -------------------- | -------------------- | -------------------- | ------------- | ------------- | ------------- | ------ | ------ |
| 2011                    | «Фламенго»              | ЛК+A                    | 0+9       | 0         | КБ                 | 0                  | 0                  | СА                   | 0                    | 0                    | -             | -             | -             | 9      | 0      |
| 2012                    | «Фламенго»              | ЛК+A                    | 6+10      | 0         | КБ                 | 0                  | 0                  | КЛ                   | 2                    | 0                    | -             | -             | -             | 18     | 0      |
| 2013                    | «Фламенго»              | ЛК+A                    | 0+0       | 0         | КБ                 | 0                  | 0                  | -                    | -                    | -                    | -             | -             | -             | 0      | 0      |
| 2013–14                 | «Сієна»                 | B                       | 12        | 0         | КІ                 | 0                  | 0                  | -                    | -                    | -                    | -             | -             | -             | 12     | 0      |
| черв.-серп. 2014        | «Фламенго»              | ЛК+A                    | 0+3       | 0         | КБ                 | 0                  | 0                  | -                    | -                    | -                    | -             | -             | -             | 3      | 0      |
| Усього за «Фламенго»    | Усього за «Фламенго»    | Усього за «Фламенго»    | 6+22      | 0         |                    | 0                  | 0                  |                      | 2                    | 0                    |               |               |               | 30     | 0      |
| 2014                    | «Понте-Прета»           | ЛК+B                    | 0+13      | 1         | КБ                 | 0                  | 0                  | -                    | -                    | -                    | -             | -             | -             | 13     | 1      |
| 2015                    | «Понте-Прета»           | ЛК+B                    | 8+0       | 0         | КБ                 | 2                  | 0                  | -                    | -                    | -                    | -             | -             | -             | 10     | 0      |
| Усього за «Понте-Прета» | Усього за «Понте-Прета» | Усього за «Понте-Прета» | 8+13      | 1         |                    | 2                  | 0                  |                      | 0                    | 0                    |               |               |               | 23     | 1      |
| 2015                    | «Сіетл Саундерз»        | MLS                     | 11        | 1         | КСША               | 0                  | 0                  | ЛЧ                   | 3                    | 0                    | -             | -             | -             | 14     | 1      |
| 2016                    | «Жоїнвіль»              | ЛК+B                    | 0+0       | 0         | КБ                 | 0                  | 0                  | -                    | -                    | -                    | -             | -             | -             | 0      | 0      |
| Усього за кар'єру       | Усього за кар'єру       | Усього за кар'єру       | 37+35     | 2         |                    | 2                  | 0                  |                      | 5                    | 0                    |               |               |               | 79     | 2      |